# Nederlands kampioenschap schaken vrouwen 2012

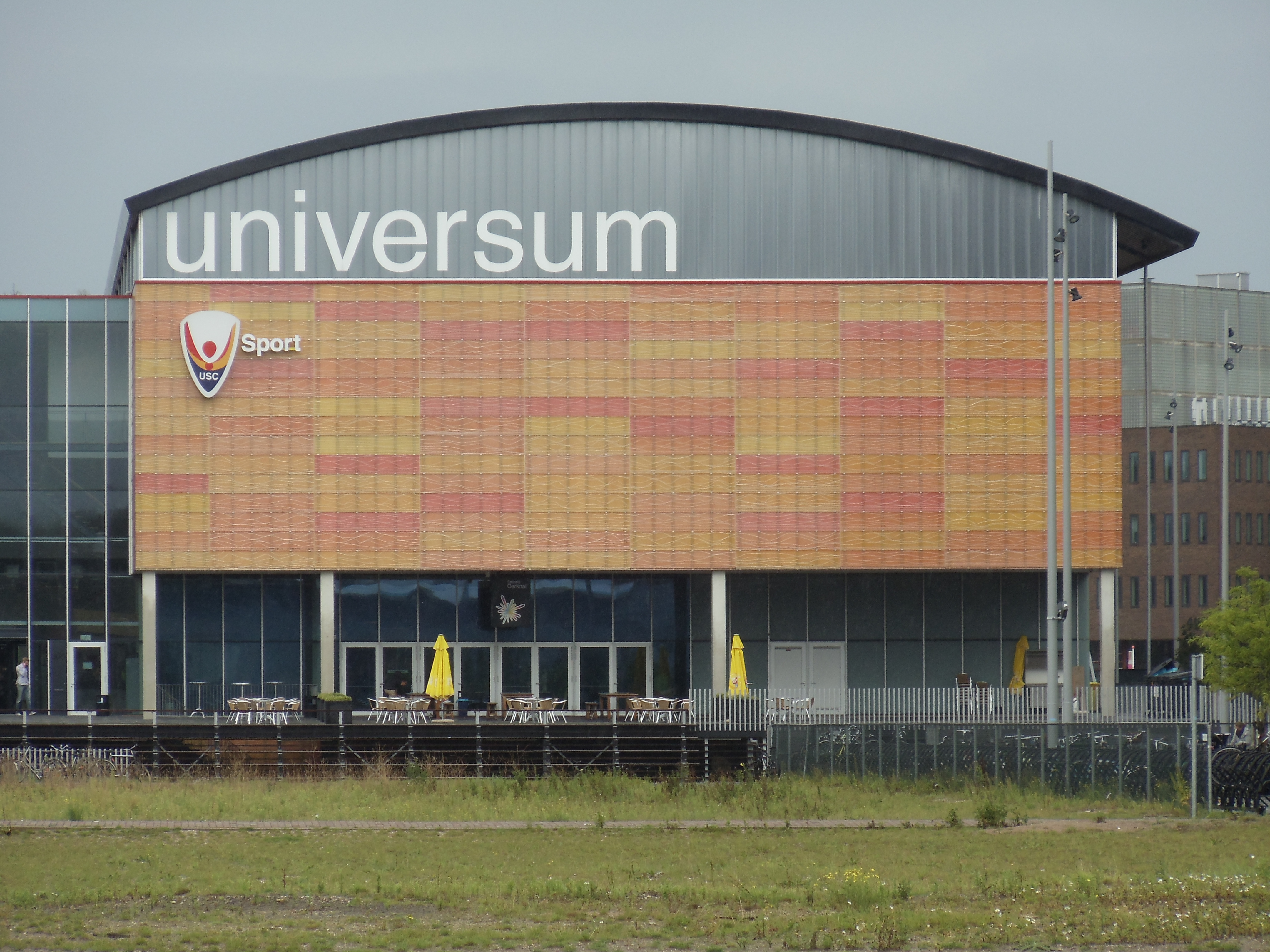
Sportcentrum Universum

Het Nederlands kampioenschap schaken voor vrouwen 2012 werd (samen met het Nederlands kampioenschap algemeen) gespeeld van zaterdag 14 t/m zaterdag 21 juli 2012 in Sportcentrum Universum (onderdeel van het Amsterdam Science Park) in de vorm van een dubbelrondig toernooi met 4 deelneemsters. Kampioene werd Tea Lanchava met 4½ punten uit 6 partijen met op de tweede plaats Zhaoqin Peng (4 pt.). 

## Eindstand met scoretabel
| Plaats |                    | Rating | 1   | 2   | 3   | 4   | Punten |
| ------ | ------------------ | ------ | --- | --- | --- | --- | ------ |
| 1      | Tea Lanchava       | 2336   |     | 1 0 | 1 ½ | 1 1 | 4½     |
| 2      | Zhaoqin Peng       | 2414   | 0 1 |     | ½ ½ | 1 1 | 4      |
| 3      | Anne Haast         | 2255   | 0 ½ | ½ ½ |     | ½ ½ | 2½     |
| 4      | Martine Middelveld | 2134   | 0 0 | 0 0 | ½ ½ |     | 1      |